# Tmarus innumus
Tmarus innumus là một loài nhện trong họ Thomisidae.
Loài này thuộc chi Tmarus. Tmarus innumus được Arthur Merton Chickering miêu tả năm 1965.